# Tagulandang
Tagulandang ou Tahulandang, en indonésien Pulau Tagulandang et Pulau Tahulandang, est une île d'Indonésie située dans les îles Sangihe, entre Sulawesi et les Philippines.